# Colonia Vista Hermosa, Morelos
Colonia Vista Hermosa är en ort i Mexiko.   Den ligger i kommunen Miacatlán och delstaten Morelos, i den sydöstra delen av landet, 80 km söder om huvudstaden Mexico City. Colonia Vista Hermosa ligger 1 019 meter över havet och antalet invånare är 504.
Terrängen runt Colonia Vista Hermosa är kuperad åt nordväst, men åt sydost är den platt. Runt Colonia Vista Hermosa är det ganska tätbefolkat, med 116 invånare per kvadratkilometer. Närmaste större samhälle är Temixco, 17,1 km nordost om Colonia Vista Hermosa. I omgivningarna runt Colonia Vista Hermosa växer huvudsakligen savannskog.